# Sibuco
Sibuco (Bayan ng Sibuco) är en kommun i Filippinerna. Kommunen ligger på ön Mindanao, och tillhör provinsen Zamboanga del Norte. Folkmängden uppgår till 24 411 invånare.

## Barangayer
Sibuco är indelat i 28 barangayer.
| - Anongan - Basak - Bongalao - Cabbunan - Cawit-cawit - Culaguan - Cusipan - Dinulan - Jatian - Kamarangan - Lakiki - Lambagoan - Limpapa - Lingayon | - Lintangan - Litawan - Lunday - Malayal - Mantivo - Nala (Pob.) - Panganuran - Pangian - Paniran - Pasilnahut - Poblacion - Puliran - Santo Niño (Culabog) - Tangarak |